# Ascogaster armatoides
Ascogaster armatoides är en stekelart som beskrevs av Tang och Marsh 1994. Ascogaster armatoides ingår i släktet Ascogaster och familjen bracksteklar. Inga underarter finns listade.